# Robert L. Wolfe
Robert L. Wolfe (* 5. Juli 1928; † 28. Februar 1981) war ein US-amerikanischer Filmeditor.

## Leben
Wolfe begann seine Tätigkeit im Filmgeschäft Ende der 1950er Jahre im Bereich der Garderobe. Von 1960 bis 1970 war er als eigenständiger Editor für mehrere Fernsehserien tätig, in den Jahren danach war er ausschließlich an Filmproduktionen beteiligt. In dieser Zeit arbeitete er bei mehreren Filmen eng mit dem Regisseur Sam Peckinpah zusammen.
Für den Film Die Unbestechlichen (1976) war er erstmals für einen Oscar für den besten Schnitt nominiert. Für den Film erhielt er auch jeweils eine Nominierung für den BAFTA Film Award und den Eddie Award. 1980 folgte eine zweite Oscar-Nominierung für The Rose. Wolfe starb im Februar 1981 mit nur 52 Jahren, kurz nach dem Ende der Dreharbeiten für Am goldenen See (1981). Für Am goldenen See wurde ihm posthum eine dritte Oscar-Nominierung zugestanden, außerdem wurde ihm der Film im Abspann gewidmet.

## Filmografie (Auswahl)
- 1963–1967: Combat! (Fernsehserie)
- 1969–1970: Hawaii Fünf-Null (Hawaii Five-O, Fernsehserie)
- 1970: Monte Walsh
- 1971: Drive, He Said
- 1972: Junior Bonner
- 1972: Getaway
- 1973: Pat Garrett jagt Billy the Kid (Pat Garrett & Billy the Kid)
- 1974: Der Killer im Kopf (The Terminal Man)
- 1975: Der Wind und der Löwe (The Wind and the Lion)
- 1976: Die Unbestechlichen (All the President’s Men)
- 1979: The Rose
- 1980: Jeder Kopf hat seinen Preis (The Hunter)
- 1981: Am goldenen See (On Golden Pond)